# Nederländerna i olympiska sommarspelen 1996
Nederländerna deltog i de olympiska sommarspelen 1996 med en trupp bestående av 235 deltagare, och landet tog totalt 19 medaljer.

## Baseboll
I gruppspelet mötte alla lag varandra och de fyra bästa lagen (Kuba, USA, Sydkorea och Japan) gick vidare.
| Nation        | Segrar | Förluster | Tiebreaker |
| ------------- | ------ | --------- | ---------- |
| Kuba          | 7      | 0         |            |
| USA           | 6      | 1         |            |
| Japan         | 4      | 3         | 1-0        |
| Nicaragua     | 4      | 3         | 0-1        |
| Nederländerna | 2      | 5         | 2-0        |
| Italien       | 2      | 5         | 1-2        |
| Australien    | 2      | 5         | 0-2        |
| Sydkorea      | 1      | 6         |            |

## Bågskytte
Damernas individuella
- Lyudmila Arzhannikova — Åttondelsfinal, 15:e plats (2-1)
- Christel Verstegen — Sextondelsfinal, 27:e plats (1-1)

## Cykling

### Landsväg
Herrarnas tempolopp
- Erik Dekker
  - Final — 1:07:08 (→ 11:e plats)

- Erik Breukink
  - Final — 1:08:33 (→ 17:e plats)

Damernas linjelopp
- Yvonne Brunen
  - Final — 02:37:06 (→ 26:e plats)

- Elsbeth Vink
  - Final — 02:37:06 (→ 28:e plats)

- Ingrid Haringa
  - Final — fullföljde inte (→ ingen notering)

Damernas tempolopp
- Yvonne Brunen
  - Final — 40:39 (→ 19:e plats)

### Bana
Herrarnas poänglopp
- Peter Pieters
  - Final — 0 poäng (→ 21:a plats)

### Mountainbike
Herrarnas terränglopp
- Bart Brentjens
  - Final — 2:17,38 (→  Guld)

Damernas terränglopp
- Elsbeth Vink
  - Final — 1:54,38 (→ 5:e plats)

## Friidrott
Herrarnas 1 500 meter
- Marko Koers

Herrarnas stavhopp
- Laurens Looije

Herrarnas tiokamp
- Marcel Dost
  - Slutlig poäng — 8111 poäng (→ 18:e plats)

- Jack Rosendaal
  - Slutlig poäng — 8035 poäng (→ 21:e plats)

Herrarnas maraton
- Bert van Vlaanderen — 2:20,48 (→ 45:e plats)

Damernas 800 meter
- Stella Jongmans

Damernas längdhopp
- Sharon Jaklofsky
  - Kval — 6,75m
  - Final — NM (→ ingen notering)

Damernas diskuskastning
- Jacqueline Goormachtigh
  - Kval — 58,74m (→ gick inte vidare)

- Corrie de Bruin
  - Kval — 55,48m (→ gick inte vidare)

Damernas kulstötning
- Corrie de Bruin
  - Kval — startade inte (→ gick inte vidare)

Damernas maraton
- Anne van Schuppen — 2:40,46 (→ 41:e plats)

## Judo
Herrarnas halv mellanvikt
- Patrick Klas

Herrarnas mellanvikt
- Mark Huizinga

Herrarnas halv tungvikt
- Ben Sonnemans

Herrarnas tungvikt
- Danny Ebbers

Damernas extra lättvikt
- Tamara Meijer

Damernas lättvikt
- Jessica Gal

Damernas halv mellanvikt
- Jenny Gal

Damernas mellanvikt
- Claudia Zwiers

Damernas halv tungvikt
- Karin Kienhuis

Damernas tungvikt
- Angelique Seriese

## Landhockey
Herrar
Coach: Roelant Oltmans
- Jacques Brinkman
- Floris Jan Bovelander
- Maurits Crucq
- Marc Delissen (c)
- Jeroen Delmee
- Taco van den Honert
- Erik Jazet
- Ronald Jansen (GK)
- Leo Klein Gebbink
- Bram Lomans
- Teun de Nooijer
- Wouter van Pelt
- Stephan Veen
- Guus Vogels (GK)
- Tycho van Meer
- Remco van Wijk

Gruppspel
| Lag            | Spelade | W | D | L | GF | GA | Poäng |   |
| -------------- | ------- | - | - | - | -- | -- | ----- | - |
| Nederländerna  | 5       | 4 | 1 | 0 | 14 | 6  | +8    | 9 |
| Australien     | 5       | 3 | 1 | 1 | 13 | 7  | +6    | 7 |
| Storbritannien | 5       | 1 | 3 | 1 | 8  | 8  | 0     | 5 |
| Sydkorea       | 5       | 1 | 2 | 2 | 12 | 13 | –1    | 4 |
| Sydafrika      | 5       | 0 | 3 | 2 | 7  | 12 | –5    | 3 |
| Malaysia       | 5       | 0 | 2 | 3 | 7  | 15 | –8    | 2 |

Slutspel
|  | Semifinaler   | Semifinaler   |   |                | Final          | Final |  |
|  |               |               |   |                |                |       |  |
|  | 31 juli 1996  |               |   |                |                |       |  |
|  | Spanien       | 2             |   |                |                |       |  |
|  | Australien    | 1             |   |                |                |       |  |
|  |               |               |   |                |                |       |  |
|  |               |               |   |                | 2 augusti 1996 |       |  |
|  |               |               |   |                | Spanien        | 1     |  |
|  |               | Nederländerna | 3 |                |                |       |  |
|  |               |               |   |                |                |       |  |
|  |               |               |   |                |                |       |  |
|  |               |               |   |                | Bronsmatch     |       |  |
|  | 31 juli 1996  | 31 juli 1996  |   | 2 augusti 1996 | 2 augusti 1996 |       |  |
|  | Nederländerna | 3             |   | Australien     | 3              |       |  |
|  | Tyskland      | 1             |   |                | Tyskland       | 2     |  |

Damer
| Lag            | Spelade | W | D | L | GF | GA | GD  | Poäng |
| -------------- | ------- | - | - | - | -- | -- | --- | ----- |
| Australien     | 7       | 6 | 1 | 0 | 24 | 4  | +20 | 13    |
| Sydkorea       | 7       | 4 | 2 | 1 | 18 | 9  | +9  | 10    |
| Storbritannien | 7       | 3 | 2 | 2 | 12 | 11 | +1  | 8     |
| Nederländerna  | 7       | 3 | 2 | 2 | 15 | 15 | 0   | 8     |
| USA            | 7       | 2 | 2 | 3 | 8  | 11 | –3  | 6     |
| Tyskland       | 7       | 2 | 1 | 4 | 10 | 11 | –1  | 5     |
| Argentina      | 7       | 2 | 1 | 4 | 7  | 21 | –14 | 5     |
| Spanien        | 7       | 0 | 1 | 6 | 5  | 17 | –12 | 1     |

## Rodd
Rodd, resultat och roddare
Herrarnas tvåa utan styrman
Sjors van Iwaarden, Kai Compagner – 17:e plats
Herrarnas scullerfyra
Sander van der Marck, Adri Middag, Joris Loefs, Pieter van Andel – 10:e plats
Herrarnas åtta med styrman
Henk-Jan Zwolle, Diederik Simon, Michiel Bartman, Koos Maasdijk, Niels van der Zwan, Niels van Steenis, Ronald Florijn, Nico Rienks, Jeroen Duyster – 1:a plats (guld)
Herrarnas lättvikts-dubbelsculler
Maarten van der Linden, Pepijn Aardewijn – 2:a plats (silver)
Damernas dubbelsculler
Irene Eijs, Eeke van Nes – 3:e plats (brons)
Damernas tvåa utan styrman
Elien Meijer, Anneke Venema – 8:e plats
Damernas scullerfyra
Irene Eijs, Meike van Driel, Nelleke Penninx, Eeke van Nes – 6:e plats
Damernas åtta med styrman
Femke Boelen, Marleen van der Velden, Astrid van Koert, Marieke Westerhof, Rita de Jong, Tessa Knaven, Tessa Appeldoorn, Muriel van Schilfgaarde, Jissy de Wolf – 6:e plats
Damernas lättvikts-dubbelsculler
Laurien Vermulst, Ellen Meliesie – 6:e plats

## Softboll
Grundomgång
| Lag              | S | V | O | F | GM | IM | MS  | P  |
| ---------------- | - | - | - | - | -- | -- | --- | -- |
| USA              | 7 | 6 | 0 | 1 | 37 | 7  | +30 | 12 |
| Kina             | 7 | 5 | 0 | 2 | 29 | 7  | +22 | 10 |
| Australien       | 7 | 5 | 0 | 2 | 22 | 11 | +11 | 10 |
| Japan            | 7 | 5 | 0 | 2 | 24 | 18 | +6  | 10 |
| Kanada           | 7 | 3 | 0 | 4 | 15 | 17 | −2  | 6  |
| Kinesiska Taipei | 7 | 2 | 0 | 5 | 19 | 19 | 0   | 4  |
| Nederländerna    | 7 | 1 | 0 | 6 | 4  | 32 | −28 | 2  |
| Puerto Rico      | 7 | 1 | 0 | 6 | 5  | 44 | −39 | 2  |

## Tennis
Herrar
| Spelare                     | Gren       | Omgång 1                         | Omgång 2                                    | Åttondelsfinaler                       | Kvartsfinaler                                      | Semifinaler                                  | Final / BM                          | Final / BM       |
| Spelare                     | Gren       | Motståndare Poäng                | Motståndare Poäng                           | Motståndare Poäng                      | Motståndare Poäng                                  | Motståndare Poäng                            | Motståndare Poäng                   | Placering        |
| --------------------------- | ---------- | -------------------------------- | ------------------------------------------- | -------------------------------------- | -------------------------------------------------- | -------------------------------------------- | ----------------------------------- | ---------------- |
| Jacco Eltingh               | Herrsingel | Fetterlein (DEN) L 4–6, 6–4, 6–8 | Gick inte vidare                            | Gick inte vidare                       | Gick inte vidare                                   | Gick inte vidare                             | Gick inte vidare                    | Gick inte vidare |
| Paul Haarhuis               | Herrsingel | Philippoussis (AUS) L 6–7, 6–7   | Gick inte vidare                            | Gick inte vidare                       | Gick inte vidare                                   | Gick inte vidare                             | Gick inte vidare                    | Gick inte vidare |
| Jan Siemerink               | Herrsingel | Woodbridge (AUS) L 2–6, 4–6      | Gick inte vidare                            | Gick inte vidare                       | Gick inte vidare                                   | Gick inte vidare                             | Gick inte vidare                    | Gick inte vidare |
| Jacco Eltingh Paul Haarhuis | Herrdubbel | i.u.                             | Pavel / Pescariu (ROU) W 6–2, 6–7(1-7), 6–4 | C N'Goran / C N'Goran (CIV) W 6–4, 6–4 | W Ferreira / E Ferreira (RSA) W 7–6(7-4), 7–6(7-4) | Woodbridge / Woodforde (AUS) L 2–6 7–5 16–18 | Prinosil / Goellner (GER) L 2-6 5-7 | 4                |

Damer
| Spelare                                 | Gren      | Omgång 1              | Omgång 2                       | Åttondelsfinaler                   | Kvartsfinaler                     | Semifinaler                                | Final / BM                                 | Final / BM       |
| Spelare                                 | Gren      | Motståndare Poäng     | Motståndare Poäng              | Motståndare Poäng                  | Motståndare Poäng                 | Motståndare Poäng                          | Motståndare Poäng                          | Placering        |
| --------------------------------------- | --------- | --------------------- | ------------------------------ | ---------------------------------- | --------------------------------- | ------------------------------------------ | ------------------------------------------ | ---------------- |
| Brenda Schultz-McCarthy                 | Damsingel | Sfar (TUN) W 6–4, 6–0 | Choi (KOR) W 6–2 6–4           | Sánchez Vicario (ESP) L 4-6 6-7    | Gick inte vidare                  | Gick inte vidare                           | Gick inte vidare                           | Gick inte vidare |
| Manon Bollegraf Brenda Schultz-McCarthy | Damdubbel | i.u.                  | Lugina / Medvedeva (UKR) W w/o | Csurgo / Temesvári (HUN) W 7-6 7-6 | Hingis / Schnyder (SUI) W 6–4 6–3 | MJ Fernández / G Fernández (USA) L 5-7 6-7 | Sánchez Vicario / Martínez (ESP) L 1-6 3-6 | 4                |